# Sven Rosborn
Sven Gunnar Rosborn, född 31 juli 1949 i Malmö, är en svensk arkeolog, museiman och författare.

## Biografi
Sven Rosborn avlade studentexamen vid Tekniska gymnasiet i Malmö 1968. Han utbildade sig till arkeolog vid Lunds universitet 1970–1972. Åren 1972–1973 var han ledare för restaureringen av Steinhuset på Granavollen i Norge och blev filosofie licentiat i medeltidsarkeologi 1974. Åren 1970–1995 var han anställd på Malmö museer, från 1977 som museichef. Han var 1980 en av initiativtagarna till projektet Forntid i nutid.  
Han har skrivit historiska fackböcker och även varit manusförfattare och medproducent för bland annat Sveriges Televisions serie Korset, svärdet och plogen om sydskandinavisk forntid och medeltid  (1985-1987) och manusskribent för Lasse Holmqvists SVT-serie Kring Lilla torg (1988). För Sveriges Radio P1 gjorde han programserien Historia att minnas om Nordens historia (1987-1989) och för Radio Malmöhus serien Lusthuset om Skånes historia (1987-1988). För Utbildningsradion skrev och medproducerade han 1991 tio radiopjäser om Skånes historia från forntid fram till Klågerupskravallerna 1811 och 1997 gjorde han en historisk radioserie om Skånes historia. Åren 2003–2012 gjorde han en serie kortfilmer om olika museer på Söderslätt samt äldre hantverkstraditioner.
Sven Rosborn och två kollegor grundade 1990 tidskriften Populär Historia. År 1995 grundade Rosborn och Björn M Jakobsen Fotevikens Museum, där han till och med 2012 var informations- och forskningschef. År 1998 tog han initiativet till byggandet av två koggar i Malmö och 2003 till uppförandet av Koggmuseet i staden. År 2003 tog han också initiativet till skapandet av det mångåriga projektet "Malmö 1692" och Virtuella Historiska Modeller (VHM), ett virtuellt återskapande av 1600-talets Malmö. År 2006 invaldes han i Skånska Akademien på stol nr 13. Han var initiativtagare till det historiska cykelloppet Christianloppet samt till Skånes mittpunkt med monumentet Mittelen 2009.[källa behövs]
Rosborn argumenterade 2021 i en bok, Vikingakungens guldskatt, för att han och medförfattaren Tomas Sielski hade lokaliserat Harald Blåtands grav i Wiejkowo i norra Polen, vilket mötte stark kritik. Samarbetet med Sielski fortsatte sedan enligt tidningsrapportering med undersökningar av drottning Silvias far Walther Sommerlaths påstådda kollaboration med Nazityskland, utgående från Sielskis ärvda dokument.

## Priser och utmärkelser
- 2003 – Svenskt Kulturarvs hederspris - Eldsjälspriset
- 2008 – Scandinavian Travel Award, för Fotevikens Museum
- 2017 – Lengertz litteraturpris för den bästa skånska hembygdsboken under år 2016 (“Det medeltida Malmö. Detektivarbeten under mer än ett sekel i en gammal stads historia”)
- 2018 – Stiftelsen Heribert Torssons minnes- och kulturprisfonds utmärkelse; för författande och folkbildningsarbete om Skånes historia